# 暴力摩托系列
暴力摩托是艺电出品的摩托车竞速游戏。系列首作于1991年在北美Mega Drive推出。系列于1991至2000年间共推出6款作品，最后一版作品为2003年《暴力摩托：越狱》的Game Boy Advance移植版。

## 游戏
- 暴力摩托（1991年）
- 暴力摩托II（1992年）
- 暴力摩托3（1995年）
- 暴力摩托3D（1998年）
- 暴力摩托64（1999年）
- 暴力摩托：越狱（2000年）[2]

## 影响
系列精神续作《公路救赎》由Pixel Dash Studios和EQ Games开发，于2017年首发。